# Fußball-Südostasienmeisterschaft 2008
Die siebte Auflage der ASEAN-Fußballmeisterschaft fand vom 5. bis zum 28. Dezember 2008 statt. Offizieller Name der Veranstaltung lautete nach der Übereinkunft zwischen der ASEAN Football Federation und Suzuki AFF Suzuki Cup 2008. Die Gruppenspiele wurden in Thailand und Indonesien ausgetragen, während die Halbfinalspiele sowie das Finale in Hin- und Rückspielen ausgetragen wurden. Teilnahmeberechtigt waren alle südostasiatischen Fußballnationalmannschaften. Titelverteidiger war die Mannschaft aus Singapur, das Turnier gewann die Mannschaft aus Vietnam.
Der Gewinner des Turniers erhielt eine Siegesprämie von 100.000 US-Dollar.

## Qualifikation
Für das Turnier in Thailand und Indonesien waren neben den beiden Gastgebern auch Titelverteidiger Singapur sowie Malaysia, Myanmar und Vietnam automatisch qualifiziert.
Die Mannschaften aus Brunei, Kambodscha, Laos, Osttimor und den Philippinen mussten zuerst in einer Qualifikation gegeneinander antreten. Hierbei spielten diese fünf Mannschaften in einem Meisterschaftssystem um die beiden noch zu vergebenden Plätze.
Das Qualifikationsturnier fand vom 17. Oktober bis zum 25. Oktober 2008 im Olympiastadion der kambodschanischen Hauptstadt Phnom Penh statt, am Ende konnten sich Laos und die Auswahl des Gastgebers für die Endrunde qualifizieren.
| Pl. | Verein      | Sp. | S | U | N | Tore    | Diff. | Punkte |
| --- | ----------- | --- | - | - | - | ------- | ----- | ------ |
| 1.  | Laos        | 4   | 3 | 0 | 1 | 009:700 | +2    | 09     |
| 2.  | Kambodscha  | 4   | 2 | 1 | 1 | 009:800 | +1    | 07     |
| 3.  | Philippinen | 4   | 2 | 1 | 1 | 006:500 | +1    | 07     |
| 4.  | Brunei      | 4   | 1 | 1 | 2 | 008:700 | +1    | 04     |
| 5.  | Osttimor    | 4   | 0 | 1 | 3 | 004:900 | −5    | 01     |

| 17. Oktober 2008 | Philippinen | - | Osttimor    | 1:0 (0:0) |
| 17. Oktober 2008 | Kambodscha  | - | Laos        | 3:2 (2:1) |
| 19. Oktober 2008 | Osttimor    | - | Kambodscha  | 2:2 (1:0) |
| 19. Oktober 2008 | Brunei      | - | Philippinen | 1:1 (1:1) |
| 21. Oktober 2008 | Brunei      | - | Osttimor    | 4:1 (2:0) |

| 21. Oktober 2008 | Philippinen | - | Laos        | 1:2 (1:0) |
| 23. Oktober 2008 | Laos        | - | Brunei      | 3:2 (1:1) |
| 23. Oktober 2008 | Kambodscha  | - | Philippinen | 2:3 (2:2) |
| 25. Oktober 2008 | Brunei      | - | Kambodscha  | 1:2 (1:1) |
| 25. Oktober 2008 | Laos        | - | Osttimor    | 2:1 (1:0) |

## Finalturnier
Gespielt wurde in je zwei Gruppen zu je vier Mannschaften. Die Gruppensieger und -zweiten trafen in den Halbfinals aufeinander, die Sieger der Halbfinalbegegnungen ermittelten anschließend den Sieger der ASEAN-Meisterschaft 2008. Die Halbfinalbegegnungen und das Finale wurden in Hin- und Rückspielen ausgetragen.

### Gruppe A
Die Spiele der Gruppe A wurden im Gelora-Bung-Karno-Stadion in Jakarta und im Jalak Harupat Stadion in Bandung, Indonesien, ausgetragen.
| Pl. | Verein     | Sp. | S | U | N | Tore    | Diff. | Punkte |
| --- | ---------- | --- | - | - | - | ------- | ----- | ------ |
| 1.  | Singapur   | 3   | 3 | 0 | 0 | 010:100 | +9    | 09     |
| 2.  | Indonesien | 3   | 2 | 0 | 1 | 007:200 | +5    | 06     |
| 3.  | Myanmar    | 3   | 1 | 0 | 2 | 004:800 | −4    | 03     |
| 4.  | Kambodscha | 3   | 0 | 0 | 3 | 002:120 | −10   | 0      |

|                  |   |            |     |
| 5. Dezember 2008 |   |            |     |
| Singapur         | – | Kambodscha | 5:0 |
| Indonesien       | – | Myanmar    | 3:0 |
| 7. Dezember 2008 |   |            |     |
| Singapur         | – | Myanmar    | 3:1 |
| Kambodscha       | – | Indonesien | 0:4 |
| 9. Dezember 2008 |   |            |     |
| Myanmar          | – | Kambodscha | 3:2 |
| Indonesien       | – | Singapur   | 0:2 |

### Gruppe B
Die Spiele der Gruppe B wurden im Surakul-Stadion in Phuket, Thailand ausgetragen. Ursprünglich sollten die Spiele in Bangkok ausgetragen werden. Doch aufgrund der politischen Unruhen wurden die Spiele nach Phuket verlegt.
| Pl. | Verein   | Sp. | S | U | N | Tore    | Diff. | Punkte |
| --- | -------- | --- | - | - | - | ------- | ----- | ------ |
| 1.  | Thailand | 3   | 3 | 0 | 0 | 011:000 | +11   | 09     |
| 2.  | Vietnam  | 3   | 2 | 0 | 1 | 007:400 | +3    | 06     |
| 3.  | Malaysia | 3   | 1 | 0 | 2 | 005:600 | −1    | 03     |
| 4.  | Laos     | 3   | 0 | 0 | 3 | 000:130 | −13   | 0      |

|                   |   |          |     |
| 6. Dezember 2008  |   |          |     |
| Malaysia          | – | Laos     | 3:0 |
| Thailand          | – | Vietnam  | 2:0 |
| 8. Dezember 2008  |   |          |     |
| Malaysia          | – | Vietnam  | 2:3 |
| Laos              | – | Thailand | 0:6 |
| 10. Dezember 2008 |   |          |     |
| Vietnam           | – | Laos     | 4:0 |
| Thailand          | – | Malaysia | 3:0 |

### Halbfinale
Die Hinspiele fanden am 16. und 17. Dezember 2008, die Rückspiele am 20. und 21. Dezember 2008 statt.
|            | Gesamt |          | Hinspiel | Rückspiel |
| ---------- | ------ | -------- | -------- | --------- |
| Indonesien | 1:3    | Thailand | 0:1      | 1:2       |
| Vietnam    | 1:0    | Singapur | 0:0      | 1:0       |

### Finale
Die Hinspiel fand am 24. Dezember 2008 im Bangkoker Rajamangala-Stadion, das Rückspiel am 28. Dezember 2008 im Mỹ-Đình-Nationalstadion von Hanoi statt.
|          | Gesamt |         | Hinspiel | Rückspiel |
| -------- | ------ | ------- | -------- | --------- |
| Thailand | 2:3    | Vietnam | 1:2      | 1:1       |

## Galerie

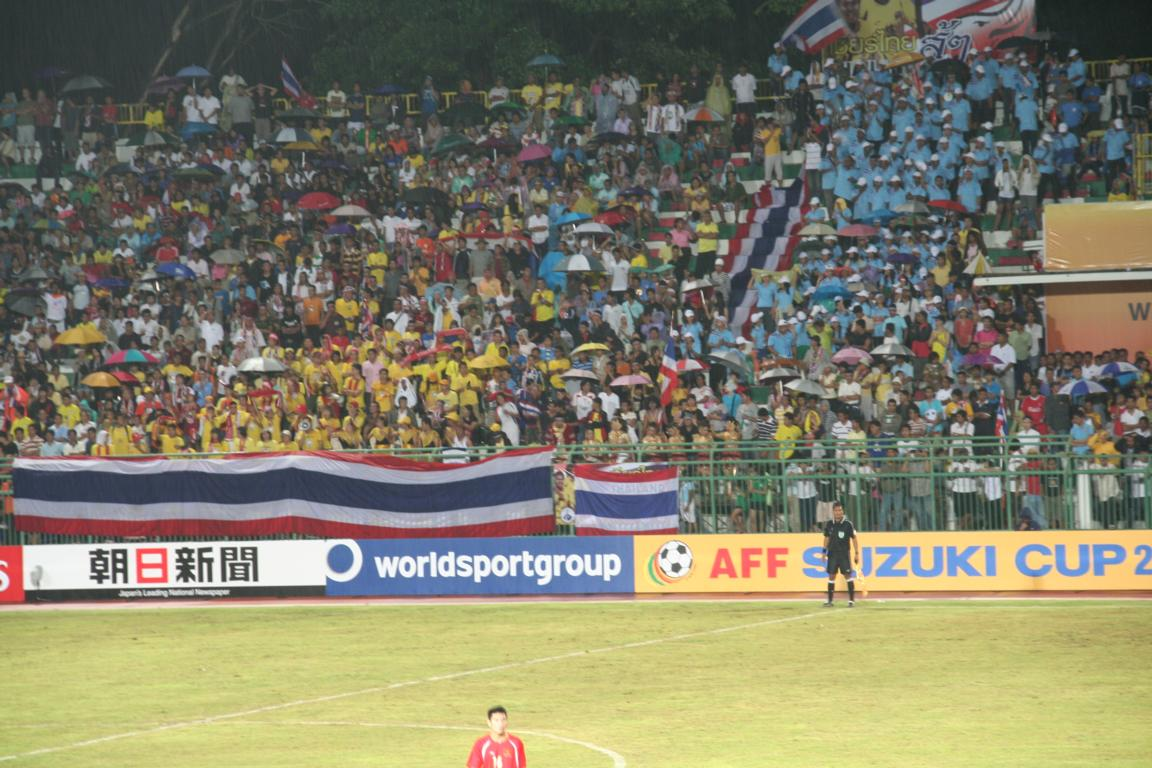
ASEAN Cup 2008, Thailand vs Vietnam Gruppenspiel, 6. Dezember 2008
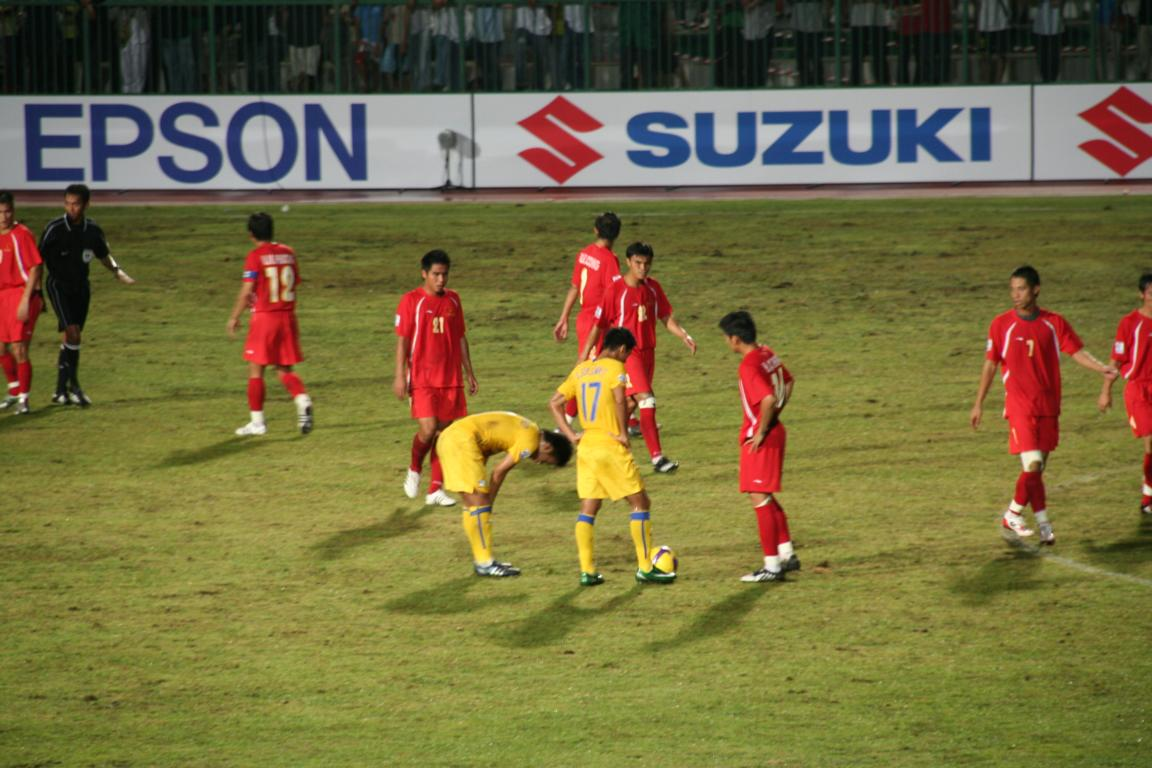
ASEAN Cup 2008, Thailand vs Vietnam Gruppenspiel, 6. Dezember 2008
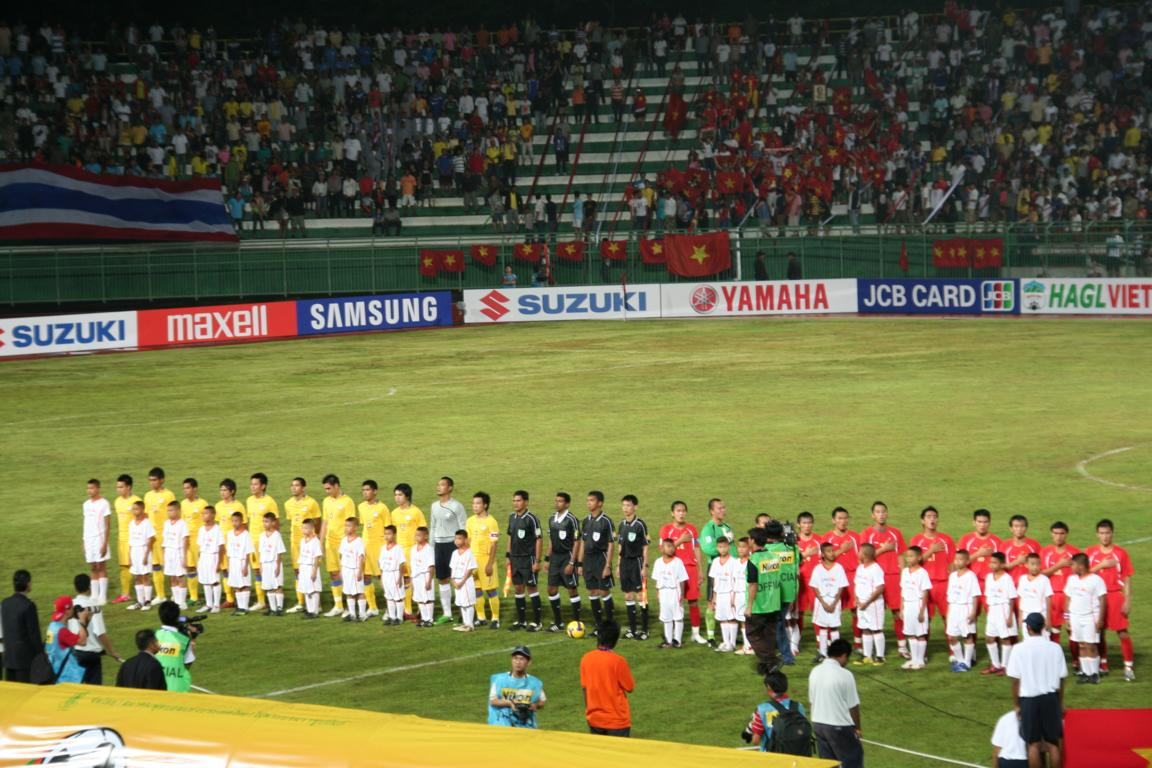
ASEAN Cup 2008, Thailand vs Vietnam Gruppenspiel, 6. Dezember 2008
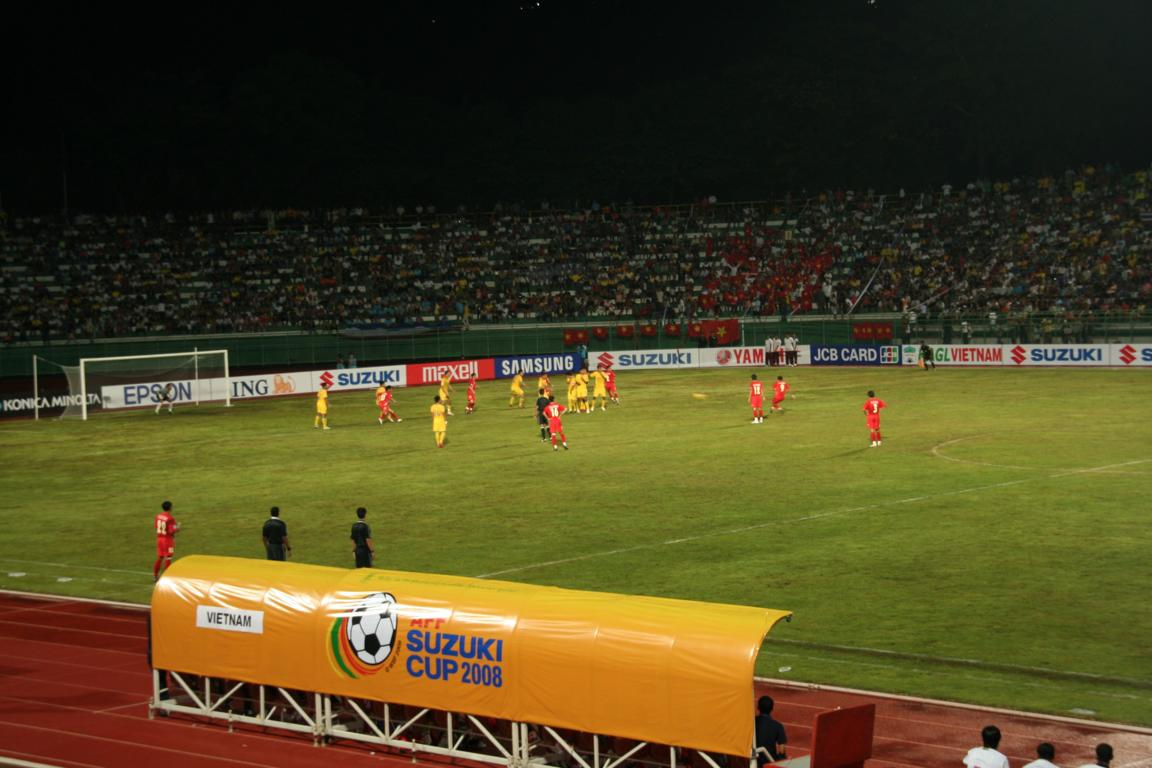
ASEAN Cup 2008, Thailand vs Vietnam Gruppenspiel, 6. Dezember 2008
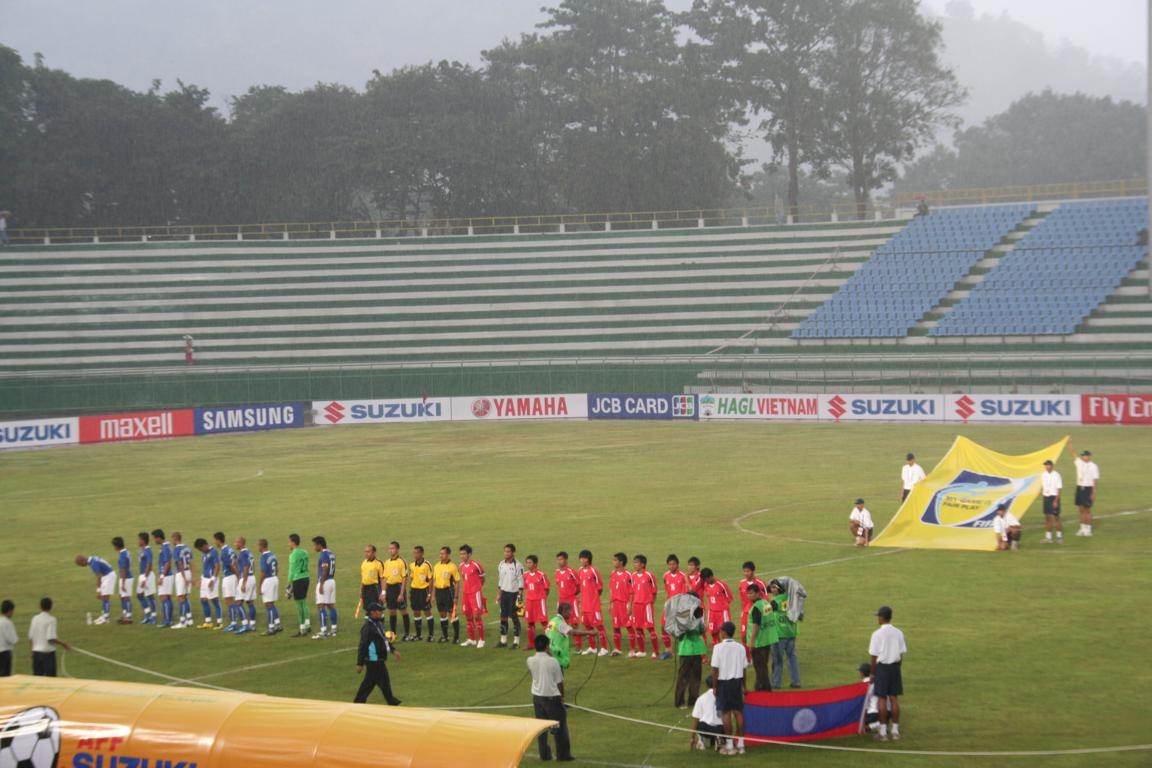
ASEAN Cup 2008, Malaysia vs Laos Gruppenspiel, 6. Dezember 2008
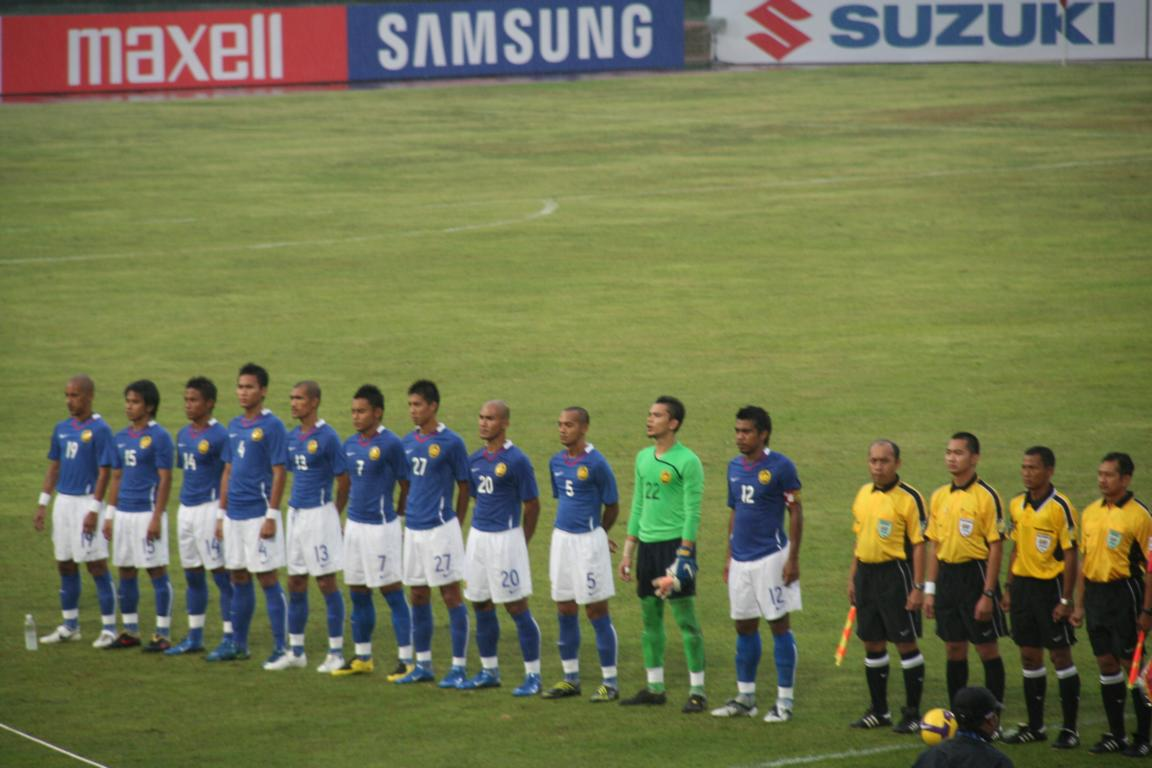
ASEAN Cup 2008, Malaysia vs Laos Gruppenspiel, 6. Dezember 2008